# Generations
Generations – południowoafrykańska opera mydlana, emitowana na kanale SABC 1 od 1993 roku aż do dziś. Początkowo nadawano jedynie jeden odcinek tygodniowo, jednak ze względu na popularność programu zaczęto emitować aż 5 epizodów. Twórcą serialu jest Mfundi Vhudla. Akcja Generations rozgrywa się w Johannesburgu. Osią serialu jest rodzina Moroka. Aktorka wcielająca się w postać Karabo Moroka jako jedyna gra w serialu do dziś od pierwszego odcinka z 1993.